# Feuchtwiese Vennheide
Die Feuchtwiese Vennheide ist ein Naturschutzgebiet mit einer Größe von 124,42 ha, das zum überwiegenden Teil in Steinhagen und zum kleineren Teil (ca. 5,02 ha) in Halle (Westf.) (beide im Kreis Gütersloh) liegt. Das Gebiet wird mit der Nummer GT-006 geführt und besteht aus zwei nicht zusammenhängenden Einzelflächen.
Es wurde zur Erhaltung von Lebensgemeinschaften und -stätten wildlebender Pflanzen- und Tierarten, insbesondere von seltenen und zum Teil gefährdeten Pflanzengesellschaften der feuchten Grünlandbereiche sowie nährstoffarmer Säume an Wäldern, Wegen und Grünland ausgewiesen und dient auch zur Erhaltung beziehungsweise Entwicklung eines mit zum Teil feuchtem Grünland und Feldgehölzen ausgestatteten Gebiets, das von Brachvögeln als Brutgebiet genutzt wird.
Obwohl die Feuchtwiese Vennheide sich nicht im direkten Bereich eines Fließgewässers befindet, nur der Sandforther Bach fließt auf kurzer Strecke und nur im Randbereich durch das Gebiet, bestehen große jahreszeitabhängige Wasserstandsunterschiede mit hohen Wasserständen im Winter und Frühjahr.

## Flora
Der vorherrschende Sandboden in der Feuchtwiese ist sehr nährstoffarm und wird nur vereinzelt ackerbaulich genutzt. Es finden sich häufig unterholzreiche Baumreihen und kleine Gebüsche und Feldgehölze. Im Grünland wechseln die Pflanzengesellschaften kleinflächig. Am häufigsten kommt die Weidelgras-Weisskleeweide vor, die feuchte Ausprägung etwa genauso häufig wie die frische.
Daneben treten Glatthaferwiesen überwiegend in der typischen Ausprägung und selten in der feuchten Variante auf. Im westlichen Teilgebiet tritt Flutrasen in Form eines Knickfuchsschwanzrasens auf.
Im Jahr 2001 wurden 19 Pflanzenarten der roten Liste gefährdeter Arten des Landes Nordrhein-Westfalen und weitere 15 Pflanzenarten der Vorwarnliste des Landes nachgewiesen.

## Fauna
Sichtbarste Vertreter der Fauna im Gebiet sind der Große Brachvogel, der hier regelmäßig mit ein bis zwei Brutpaaren vorkommt und der Kiebitz, der regelmäßig mit zwei bis vier Paaren brütet.
Aber auch für Insekten stellt die Feuchtwiese ein Refugium dar, es wurden im Jahr 2001 elf Heuschreckenarten und 21 Tagfalterarten nachgewiesen. Insgesamt zehn hier vorkommende Arten aller nachgewiesenen Tiere befinden sich auf der roten Liste gefährdeter Arten.